# كارلوس لويس كامبوس
كارلوس لويس كامبوس (بالإسبانية: Carlos Luis Campos)‏ (27 سبتمبر 1980 - ) هو ملاكم فنزويلي، صنّف ضمن فئة وزن الذبابة.

## وصلات خارجية
- كارلوس لويس كامبوس على موقع بوكس ريك (الإنجليزية) (registration required)